# ぎうにう
ぎうにうは、日本のイラストレーター、漫画家。女性。神奈川県出身。

## 来歴
イラストレーターとして小説のイラストを描いたり、成人向け雑誌で漫画を描いている。イチャラブが得意とされる。
同人活動も行っており、コミックマーケットなどの同人イベントに度々参加している。
以前はニコニコ生放送を不定期で行っていた。
現在はバーチャルYouTuberとして活動も行っており、バーチャルYouTuberNiUふぁみりー(後述)の産みの親としても活動している。

### 成人向け漫画
- 2019年2月、『comicアンスリウム』、『COMICポプリクラブ』、『キャノプリcomic』で発表した作品を収録した初の成人向け単行本『ぴゅあ×シコ×みるく[3]』が刊行された。

### イラスト・挿絵
- 2019年12月、イラストを担当した『娘じゃなくてが私（ママ）が好きなの!?[4]』第1巻が刊行され、最終第7巻が2022年4月8日に発売された。

## 人物
- 声の穏やかな美人である。
- 猫を二匹飼っている。ニコニコ生放送の頃からYoutube配信の現在に至るまで放送によく鳴き声が入る。
- しゃっくりがよく出る体質と言っており、実際YouTubeでの配信中にも頻繁にその様子が見られる。

## 作品

### 成人向け漫画
- ぴゅあ×シコ×みるく
- 〇〇ごっこ
- 縛りプレイ英雄記
- あの娘はエッチな欲求に従順なんです
- 乙女にお任せックス
- すなおな
- きぐるみっくす
- あったかさん
- 上のおくちと下のおくちと

### イラスト・挿絵
- ウィッチ＆エッチ　クールな魔女をマゾ調教してみた
- お嬢さま三姉妹にぺろぺろされ続けるのをやめたい人生だった
- 俺と巫女たちの方陣輪舞
- 透明人間になった俺は苦手な生徒会長を孕ませることにした！
- パイズリフェラのある日常
- ウチの姫さまがいちばんカワイイ（スマホゲーム。登場キャラデザイン）
- 僕の彼女は処女ビッチ生徒会長！？
- くろタイツ
- 教えて！誰にでもわかる異世界生活術
- 縛りプレイ英雄記　奇跡の起きない聖女様
- 転生してから40年。そろそろ、おじさんも恋がしたい。
- 娘じゃなくてが私（ママ）が好きなの!?（電撃文庫、作者：望公太）全7巻
  1. 2019年12月10日 初版発行 ISBN 978-4-04-912612-9
  2. 2020年4月10日 初版発行 ISBN 978-4-04-913154-3
  3. 2020年9月10日 初版発行 ISBN 978-4-04-913320-2
  4. 2021年1月9日 初版発行 ISBN 978-4-04-913621-0
  5. 2021年5月8日 初版発行 ISBN 978-4-04-913829-0
  6. 2021年11月10日 初版発行 ISBN 978-4-04-914098-9
  7. 2022年4月9日 初版発行 ISBN 978-4-04-914287-7
- 男嫌いな美人姉妹を名前も告げずに助けたら一体どうなる?（角川スニーカー文庫、作者：みょん）既刊7巻

## NiUふぁみりー

### ぎうにう
- 2020年5月23日にVtuberとして活動開始。NiUふぁみりーの生みの親で、全員のデザインを担当している。

### 渡わこ
- 2021年5月3日デビュー。主にFPSゲーム配信をメインに活動中。定期的に雑談コーナーを配信している。

### 泡音マリィ
- 2022年1月14日デビュー。歌ってみたとゲーム実況をメインに活動中。

### 猫咬ちぅこ
- 2022年1月15日デビュー。ホラーゲームメインのゲーム配信と歌ってみたを中心に活動中。

### 成海うら
- 2022年2月18日デビュー。お絵かき、ゲーム配信、雑談、歌ってみた等マルチに活動中。下記のモニカとUNiCORN(ウニコーン)を結成し月一配信している。

### モニカ・C・キャンディ
- 2022年2月19日デビュー。ギャルで美容に詳しく、ガンダムやポケモン等様々なアニメの知識が高い。

ゲーム配信や雑談、歌ってみたをメインに活動中。

### 黒亜ネキ
- 2022年4月8日デビュー。ASMRをメインに活動中。以降、ゲーム配信にも力を入れている。

### まろやか牛乳
- 2022年4月9日デビュー。プロのLive2Dモデラーであり、自身を製作している。ゲーム配信をメインに活動中。

## NIUふぁみりー
- 渡わこ - YouTubeチャンネル
- 泡音マリィ - YouTubeチャンネル
- 猫咬ちぅこ - YouTubeチャンネル
- 成海うら - YouTubeチャンネル
- モニカ・C・キャンディ - YouTubeチャンネル
- 黒亜ネキ - YouTubeチャンネル
- まろやか牛乳 - YouTubeチャンネル